# Юрово (Хорватія)
45°37′ пн. ш. 15°18′ сх. д. / 45.62° пн. ш. 15.30° сх. д.
Юрово (хорв. Jurovo) — населений пункт у Хорватії, в Карловацькій жупанії у складі громади Жаканє.

## Населення
Населення за даними перепису 2011 року становило 84 осіб.
Динаміка чисельності населення поселення: